# Устеріки
Устері́ки — село Верховинського району Івано-Франківської області, що в Україні. Входить до складу Білоберізької сільської громади.

## Розташування
Устеріки розташовані у Покутсько-Буковинських Карпатах, на берегах річок Білий Черемош та Чорний Черемош, за 18 км від районного центру Верховина та 67 км від залізничної станції Заболотів, 22,2 км від Косіва, 25,5 км від Вижниці та за 41,1 км від Коломиї.
Через село проходять автомобільні шляхи на Чернівці, Кути і до верхів'я річки Білий Черемош, аж до кордону з Румунією.

## Історія
Мешканці села брали участь в опришківському русі. В Устеріках бував Олекса Довбуш. До загону опришків Бойчука входив Кочерганюк з Устерік. У 1812 році тут очолював опришків О. Недоходюк, у 1816 році — С. Бельмега. У селі знаходилась підземна кам'яна споруда, в якій тримали закованими у ланцюги опришків Олекси Довбуша. Звідси перевозили схоплених опришків до в'язниць у Кутах і Коломиї.  
У 1830-их й до 1849 року в Устеріках був осідок Карла Ґрдлічки — мандатора Косова, Кутів і Пістиня, що належали тоді до Коломийського циркула (створений 1817 р.)
12 серпня 1952 р. Жаб’євський райвиконком ліквідував Стебнівську сільраду з приєднанням її до Устеріківської сільради.
З 1991 року в складі незалежної України.
2 жовтня 2015 року шляхом об'єднання Білоберізької, Устеріківської та Хороцівської сільських рад село увійшло до Білоберізької сільської громади.
12 червня 2020 року, відповідно до Розпорядження Кабінету Міністрів України  № 714-р «Про визначення адміністративних центрів та затвердження територій територіальних громад Івано-Франківської області», увійшло до складу Білоберізької сільської громади.
19 липня 2020 року, в результаті адміністративно-територіальної реформи та ліквідації Верховинського району, село увійшло до складу новоутвореного Верховинського району.

## Населення
Згідно з переписом УРСР 1989 року чисельність наявного населення села становила 778 осіб, з яких 333 чоловіки та 445 жінок.
За переписом населення України 2001 року в селі мешкало 738 осіб.

### Мова
Розподіл населення за рідною мовою за даними перепису 2001 року:
| Мова       | Відсоток |
| ---------- | -------- |
| українська | 99,87 %  |
| російська  | 0,13 %   |

## Церква Вознесіння Господнього
Розташована в центрі села, з півночі від головної дороги. Церква Вознесіння Господнього належить до ПЦУ. Настоятель — ієрей Петро Данильчик. Храм — пам'ятка архітектури національного значення (ох. № 1150-Н).

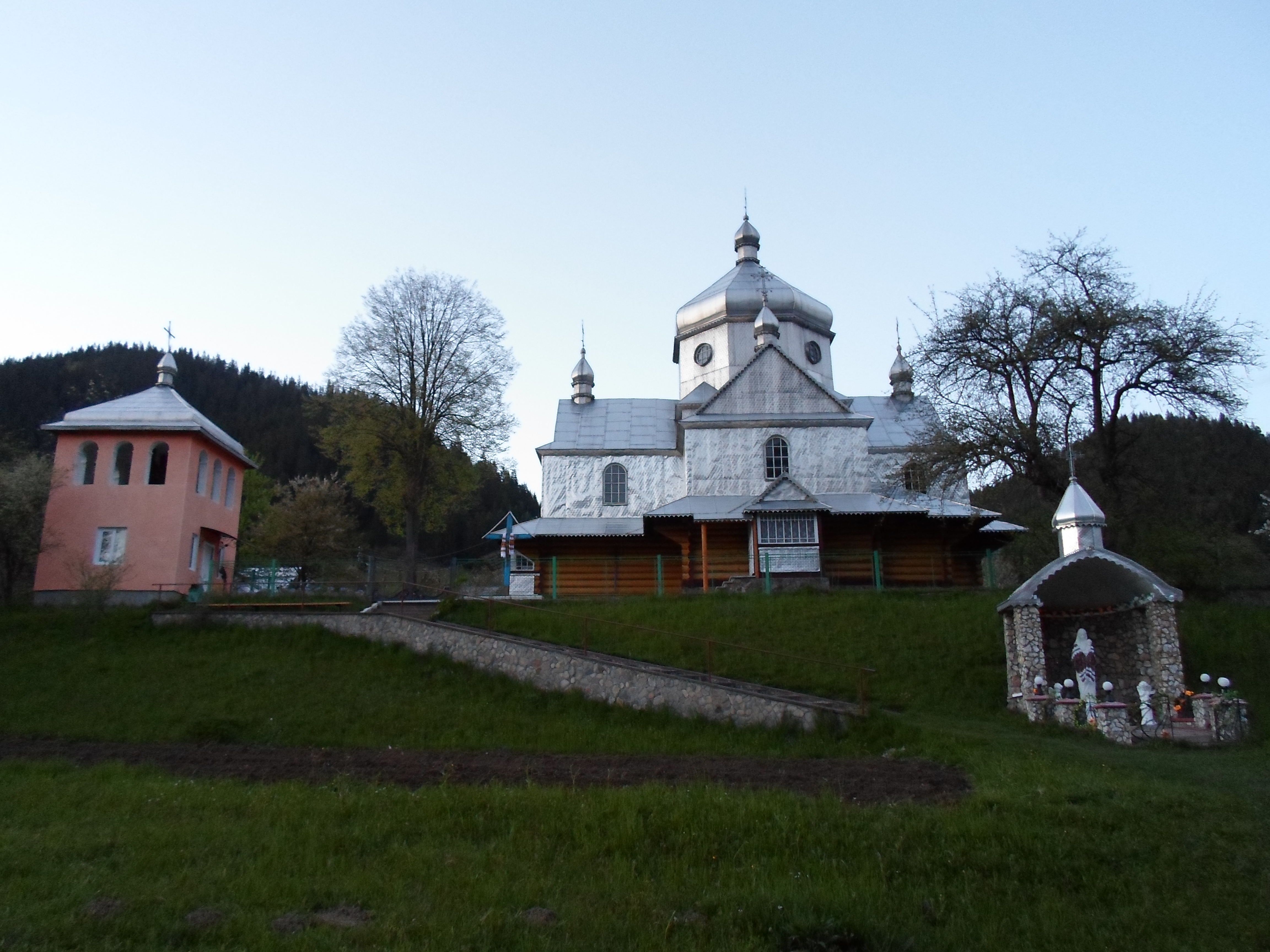
Церква Вознесіння Господнього

У 1927 року, під керівництвом війта М. І. Недоходюка, розпочалось будівництво церкви майстрами з с. Яворів. Церкву збудовано у 1930 році, а 1936 року Храм був освячений. Під час радянського періоду зачинена, проте віруючі все одно проводили богослужіння. Тодішня влада на початку 1980-х років перетворила церкву на краєзнавчий музей. У 1990 році, під тиском громади та за сприяння сільської ради, церкву було відчинено. Чин освячення Храму здійснив протоієрей Роман Олексюк. 1992 року на церковному подвір'ї була зведена дзвіниця та встановлений дзвін, освячений в честь Апостола Андрія Первозваного.
За часів незалежності у Храмі було проведено ряд ремонтних робіт, зокрема перекритий дах: замість гонту поставлено бляху, а також встановлено іконостас. У 2000 році були розписані стіни Храму. За настоятельства протоієрея Василя Данильчика, у 2004 році, біля церкви була збудована кам'яна капличка зі скульптурним зображенням Пресвятої Богородиці.
2012 року на території Храму зведено приміщення недільної школи. У січні 2015 року було освячено та встановлено ще два дзвони: на честь Святого Василія Великого (70 кг.) та на честь Святої Мучениці Софії (40 кг).

### Архітектура
У храмовій споруді втілені найхарактерніші риси гуцульської школи народної дерев'яної архітектури. Наймолодша за віком серед дерев'яних церков у Верховинському районі.
Дерев'яна, невелика за розмірами, хрестова в плані, яку завершує один верх на середхресті нави, з піддашшям на випусках вінців зрубів. Західний і південний входи оформлені крильцями. Пропорції споруди високі. Весь простір інтер'єру підпорядковане монументально розкритому увись верху. З заходу до бабинця прибудували рівноширокий зашклений ґанок, з півдня до нави — менший ґанок. Захристія прибудована при східній стіні вівтаря. Над опасанням стіни суцільно оббиті бляхою з чеканкою, під опасанням зберегли з відкритого зрубу. Дерев'яна дзвіниця не збереглася.

## Соціальна сфера
- ФАП[12]
- Школа[13][14]
- Завод гранульованого палива[15]